# Bosque y Jardín Botánico de Cayo Hueso
El Bosque y Jardín Botánico de Cayo Hueso (en inglés : Key West Botanical Forest and Garden) es un jardín botánico y arboreto de 11 acres (4.5 hectáreas) de extensión, localizado en Key West, Florida, en los Estados Unidos. 

## Localización
Key West Botanical Forest and Garden, 5210 College Road, Key West, Monroe county, Florida FL 33040 United States of America-Estados Unidos de América.
Planos y vistas satelitales.24°34′25.46″N 81°44′57.52″O / 24.5737389, -81.7493111
Está abierto a diario y la entrada es gratuita.

## Historia
El Key West Tropical Forest & Botanical Garden es el único jardín botánico de los Estados Unidos continentales libre de heladas. Tiene un ambiente tropical con lluvias abundantes lo que permite que la mayoría de los árboles conserven sus hojas en la estación seca (de diciembre a último de mayo). 
Alberga a numerosas especies de Flora y Fauna en peligro o amenazada. Los bosques tropicales del mundo cobijan por lo menos la mitad de toda la diversidad de vida en la tierra. Por otra parte, el área del Caribe están entre las zonas más ricas en vida vegetal y animal en el planeta. 
El jardín botánico alberga una apreciable colección de árboles, arbustos, y palmas, incluyendo varios especímenes de "Árbol Campeón".

## Colecciones
El jardín incluye siete árboles que son campeones o desafíos, y uno con una mención honorable. (Un sistema de puntos determina a los campeones basándose en su altura, la circunferencia del tronco, la extensión de la corona, y la condición física. El mejor árbol de una especie se señala campeón; el segundo mejor es desafiador. El nombramiento de un National Champion Tree" (Árbol Nacional Campeón) es hecho por la American Forests ; La división de silvicultura de la Florida nombra a los campeones de la Florida).
- Locust-berry (Byrsonima lucida) - National Champion
- Wild Dilly (Manilkara bahamensis) - National Champion
- Barringtonia (Barringtonia asiatica) - Florida Champion
- Lignum Vitae Cubano (Guaiacum officinale) - Florida Champion
- Arjan Almond (Terminalia arjuna) - Florida Challenger
- Olivo Negro (Bucida buceras) - Florida Challenger
- Pongam (Pongamia pinnata) - Florida Challenger
- Royal Poinciana (Delonix regia) - Honorable Mention

Otros árboles y arbustos tanto nativos como exóticos que incluye el jardín: Madera venenosa (Metopium toxiferum), Uva de mar (Coccoloba uvifera), Madera de hierro negra (Krugiodendron ferreum), "Spanish Stopper" (Eugenia foetida), Ciruelas pichones (Coccoloba diversifolia), Tamarindo (Tamarindus indica), árbol corteza de leche (Drypetes diversifolia), Corteza de Cinamomo (Canella winterana), "Gumbo Limbo" (Bursera simaruba), Lengua de mujer (Albizia lebbeck), Lignum Vitae (Guaiacum sanctum), Blolly (Guapira discolor), Purge Nut Thicket (Ximenia americana), Palmera datilera de las Islas Canarias (Phoenix canariensis), Palmera datilera de Senegal (Phoenix reclinata), Palma de Florida (Thrinax radiata), Higuera de hoja corta (Ficus citrifolia), "Marlberry" (Ardisia escallonioides), Palma Plateada (Coccothrinax argentata), "Red Stopper" (Eugenia rhombea), Palma de los Callos (Leucothrinax morrisii), Jamaica Dogwood (Piscidia piscipula), Falso Tamarindo (Lysiloma latisiliquum), Cedro de la Bahía (Suriana maritima), Cafeto salvaje ( Colubrina arborescens), "Cinnecord" (Acacia choriophylla), Manzana de Pantano (Annona glabra), "Limber Caper" (Capparis flexuosa), Hoja Satinada (Chrysophyllum oliviforme), Árbol del Paraíso (Simarouba glauca), Alubia del Coral (Erythrina herbacea), Palma Sabal (Sabal palmetto), Palma del Bucanero (Pseudophoenix sargentii), "Lime Prickly-ash" (Zanthoxylum fagara), "Joewood" (Jacquinia keyensis), "Lancewood" (Nectandra coriacea), "Green Buttonwood" (Conocarpus erectus), Palma Washingtonia (Washingtonia robusta), y "Varnish Leaf" (Dodonaea viscosa).